# Dynamic-Spectrum-Management
Dynamic-Spectrum-Management (DSM) ist eine DSL-Technologie und soll das Frequenzspektrum von DSL-Verbindungen optimieren, um damit höhere Bitraten zu ermöglichen. Dynamic-Spektrum-Management soll Übertragungsraten von bis zu 100 Mbit/s auf derzeit eingesetzten Kupferleitungen ermöglichen. Erreicht werden soll das insbesondere durch die leitungsübergreifende Optimierung des Signal-Übersprechverhaltens (Crosstalk) mittels DSM-Servern, die die Frequenznutzung von benachbarten Leitungen in den Verteilerkabeln aufeinander abstimmen.
Konkrete Anwendung findet das Verfahren bei VDSL2-Vectoring im Rahmen der ITU-T Empfehlung G.993.5.